# Souleyman Diabate
Mouloukou Souleyman Diabate (Cocody, 21 de julio de 1987) es un jugador de baloncesto franco-marfileño que actualmente pertenece a la plantilla del Petro de Luanda de Angola. Con 1,83 metros de altura juega en la posición de base. Es internacional absoluto con Costa de Marfil.

## Trayectoria
Formado en la cantera del Saint-Charles Charenton Saint-Maurice Basket-ball, fue reclutado por el JDA Dijon en 2005. Al año siguiente haría su debut con el equipo superior del club y formaría parte del plantel que ganó la Copa de Francia.
En 2009 se unió al Chorale Roanne Basket, club con el que no sólo disputaría el campeonato francés de la máxima categoría sino con el que además actuaría en el EuroChallenge y en la Eurocup.
En 2012 el SLUC Nancy le ofreció un contrato por dos temporadas. Diabate, empero, sólo estuvo allí un año, en el cual disputó 30 partidos de liga, promediando 13,4 puntos, 4,2 rebotes, 6,7 asistencias y 2,2 robos en 35,8 minutos de media, lo que le valió terminar la temporada como el líder en robos de la LNB y el segundo máximo asistente del torneo. Su producción personal también le consiguió una convocatoria al Juego de las Estrellas de ese año.
Aunque aun le quedaba un año de vinculación con el SLUC Nancy, el base rescindió el acuerdo con el club y arregló su incorporación al BCM Gravelines en julio de 2013. Firmó por tres temporadas, pero solamente disputó dos.
Su siguiente destino fue el SPO Rouen Basket, al que se sumó en noviembre de 2015, cuando la temporada ya estaba en marcha. Su equipo terminaría perdiendo la categoría, pero él finalizaría su participación en el torneo como el máximo asistente de la temporada.
En el verano de 2016 disputó la NBA Summer League en Orlando, Florida, como parte de los New York Knicks, pero no recibió ofertas de contratos en los Estados Unidos.
Tras un paso por el baloncesto de Macedonia, en febrero de 2017 regresó a la LNB Pro A tras ser contratado por el Champagne Châlons Reims Basket como sustituto del lesionado Édouard Choquet. Esa sería su última experiencia en la máxima categoría del baloncesto profesional francés, ya que en los años siguientes jugaría en China y en Eslovaquia, retornando en enero de 2019 a Francia con la misión de conseguir el título de la Pro B con el SLUC Nancy. Tras fracasar en su objetivo, se unió al Fos Provence Basket buscando ahora si liderar al equipo en el ascenso de categoría, pero finalmente la pandemia de COVID-19 dejó sin resolución al torneo.
A partir de 2021 el base dejó de ofrecer sus servicios a equipos europeos, para jugar en su lugar en torneos africanos. Fue campeón de la BAL en 2021 con el Zamalek de Egipto y en 2022 con el US Monastir de Túnez. 

## Selección nacional
Diabate representó a Costa de Marfil en el Campeonato Mundial de Baloncesto de 2010 celebrado en Turquía, en el Campeonato Mundial de Baloncesto de 2019 celebrado en China y en el Campeonato Mundial de Baloncesto de 2023 celebrado entre Filipinas, Japón e Indonesia.
Asimismo disputó siete ediciones del Afrobasket: 2007, 2009, 2011, 2013, 2015, 2017 y 2021.